# Shishōsetsu
Shishōsetsu (japanisch 私小説, auch watakushi shōsetsu, dt. „Ich-Roman“) bezeichnet eine Form des japanischen Romans der modernen und der Gegenwartsliteratur, die spezifisch für Japan ist. Der japanische Ich-Roman zeichnet sich dadurch aus, dass die Erfahrungen und Erlebnisse des Autors und deren möglichst realitätsgetreue Darstellung als Ausgangsmaterial für das fiktionale Geschehen dienen. Das Diktum der schonungslosen und wahrheitsgetreuen Darstellung des Erlebten ohne Ausschmückung ist das primäre Kennzeichen des Shishōsetsu.

## Übersicht
Beim Shishōsetsu handelt es sich zunächst um autobiografische Prosaerzählungen. Zu den typischen Produktionsbedingungen japanischer Prosastücke gehört, dass sie zunächst als Serie in einer oder mehreren Tageszeitungen erscheinen und erst im Anschluss als eigenständige Buchpublikation veröffentlicht werden. Dieser Umstand führt dazu, dass die innere Einheit, sprich die Stringenz der Handlung, in den Hintergrund tritt. Bisweilen entstehen dadurch Brüche in der Chronologie und inhaltliche Widersprüche, die auch in der Buchpublikation erhalten bleiben. Was in Europa landläufig als Roman bezeichnet wird, ist häufig nicht deckungsgleich mit solchen langen japanischen Prosaerzählungen. Man teilt die erzählende Literatur Japans zunächst einmal unabhängig von thematischen oder strukturellen Merkmalen, wie etwa der inneren Entwicklung der Hauptperson, nach dem quantitativen Umfang in kurze (短編小説, Tampen Shōsetsu), mittellange (中編小説, Chūhen Shōsetsu) und lange (長編小説, Chōhen Shōsetsu) Romane ein.
Als eine solche Form der Erzählprosa entsteht der Shishōsetsu im ersten Jahrzehnt des 20. Jahrhunderts. In dieser Zeit wird in Japan u. a. der europäische Naturalismus rezipiert. Die authentische Schilderung des Milieus und der konfliktbeladenen Lebensumstände gerade auch einfacher Menschen sind wichtige Merkmale dieses Naturalismus. Das Diktum der realistischen Schilderung im japanischen Naturalismus (自然主義, Shizenshugi) wird im Shishōsetsu als Gebot zur ungeschönten Selbstaussage verstanden und ausgeführt. Dadurch wird die reale Person des Schriftstellers zum primären Beschreibungsgegenstand des Shishōsetsu. Themen wie Liebschaften, Geldsorgen, Lebensüberdruss und Eheprobleme aus dem Leben eines Schriftstellers rücken so in den Mittelpunkt des Werkes. Diese Themen muten zunächst einmal banal an. Mit dem europäischen „Ich-Roman“ haben sie in gewisser Weise gemeinsam, dass es sich immer auch um Konfliktsituationen häufig im Ausmaß einer erlebten existenziellen Bedrohung handelt. Ein deutlicher Unterschied jedoch liegt in der Erzählweise und in der Perspektive. Der Konflikt entfaltet sich in der kontemplativen Betrachtung eines scheinbar zufälligen Details, das in den Blick der Hauptfigur gerät. So kann typischerweise etwa ein Insekt Anlass sein, die aktuelle Lebenskrise nachzuzeichnen. Charakteristisch und ebenfalls ein Unterschied zum europäischen „Ich-Roman“ ist dabei, dass die Schilderung aus einer sehr egoistischen Perspektive der Hauptperson heraus und oftmals in weinerlichem Ton erfolgt. Die erzählte Zeit, also die Zeitspanne, über die sich das erzählte Geschehen erstreckt, ist in der Regel verhältnismäßig kurz. Daraus resultiert, dass das geschilderte Geschehen den Eindruck der Unmittelbarkeit erweckt, eine Reflexion durch einen distanzierten Blick auf das Geschehen erfolgt ebenso wenig wie eine innere Entwicklung der Hauptfigur. Die Blickrichtung der Hauptfigur kann dabei entweder auf den eigenen Untergang oder aber auf die Hoffnung nach einer glücklichen Lösung bestimmt sein. Man kann daher in Bezug auf die Hauptfigur von zwei Typen des Shishōsetsu sprechen: dem „Untergangstypus“ (破滅型, hametsugata) und den „Harmonie-Typus“ (調和型, chōwa-gata). Ein Musterbeispiel des Untergangstypus ist etwa Dazai Osamu mit seinem Roman Gezeichnet.
Aus dem Wahrheitsanspruch und den Themenkreisen ergeben sich bedeutsame Konsequenzen, einerseits für das Verhältnis des Autors zum eigenen Werk und andererseits für das Verhältnis des Lesers zum Werk bzw. zum Autor des Werks. Diese beiden den Shishōsetsu konstituierenden Merkmale hat Kirschnereit mit „Faktizität“ und „Fokusfigur“ bezeichnet. Faktizität meint in diesem Zusammenhang, dass der japanische Leser unabdingbar erwartet, dass der reale Autor in einem Akt schonungsloser Selbstentblößung wahrheitsgemäß ausschließlich selbst Erlebtes zur Darstellung bringt. Die geforderte Authentizität ist ein unverrückbarer Anspruch, den der Leser „voraus-setzt“, wodurch das tatsächliche Verhältnis von autobiografischen Fakten aus dem Leben des Schriftstellers und den im Werk geschilderten Lebensdaten der Hauptfigur in der Rezeption weitgehend unhinterfragt bleibt und als identisch angenommen wird. Diese angenommene Identität von Hauptfigur und Autor des Werkes und die daraus folgende Art der Textorganisation ist mit dem Begriff Fokusfigur gemeint. Es obliegt dem Autor, die Gleichsetzung seines eigenen Lebens mit dem der fiktionalen Hauptfigur durch die Andeutung von Parallelen und die Verwendung autobiografischer Daten zu befördern. Das Wertesystem des Autors ist somit auch das Wertesystem der Hauptfigur.
Der Grund für diese Ausprägungen des Shishōsetsu sind in der japanischen Kultur zu suchen, die den Rezeptionsrahmen prägt. Öffentlicher Voyeurismus ist in Japan weitgehend sanktioniert. Doch die Lust am Zusehen hat keinen Selbstzweck, vielmehr besitzt sie eine psychohygienische und kathartische Wirkung. Durch die beschriebene Art der Textgestaltung, die eine analytische Distanz verhindert, kann der Leser unmittelbar am Geschehen teilhaben und seine eigene Lebenswelt wiederfinden. Dies macht sicher auch in einem großen Maße den Reiz und die ungebrochene Popularität des Shishōsetsu aus.

## Abgrenzung
Um den Shishōsetsu vom europäischen Roman abzugrenzen, lässt sich zusammenfassend sagen, dass die Zeitfolge, d. h. die erzählte Zeit nicht zwingend chronologisch ist. Das Prinzip von Ursache und Wirkung weicht häufig einer assoziativen Reihung der Geschehnisse. Scheinbare Brüche in der Logik und dem Aufbau sind Bestandteil der japanischen Erzählform. Der Moment ist bedeutsamer als die Entwicklung des Geschehens oder der inneren Haltung der Hauptfigur, wodurch der japanische Shishōsetsu zur Wiederholung neigt. Den Anspruch der europäischen Form des Romans das „Leben in seiner Totalität“ darzustellen, erfüllt der japanische Shishōsetsu nicht, da er in seiner Anlage immer ausschnitthaft bleibt.
Der Shishōsetsu verstanden als Ich-Roman darf zudem nicht mit der Erzählperspektive des Ich-Erzählers verwechselt werden. Diese auf Stanzel zurückgehende Einteilung zur Analyse von Prosatexten ist ein Mittel, die fiktionale Person des Erzählers und dessen Stilisierung zu untersuchen. Zudem muss der Ich-Roman von der Autobiografie, als einer nach Vollständigkeit strebenden Lebensbeschreibung, die auch darauf angelegt ist eine Entwicklung aufzuzeigen, abgegrenzt werden.

## Repräsentative Beispiele
Gemeinhin gelten Tayama Katais Futon (1907) und Shimazaki Tōsons Hakai (1906) als die ersten Shishōsetsu. Eine besondere Form, den Shinkyō Shōsetsu (心境小説, „Gemütsroman“), stellt Shiga Naoyas Roman Wakai dar.
- Mori Ōgai – Maihime (舞姫), dt. Titel: Die Tänzerin (ISBN 3-518-22159-0) bzw. Das Ballettmädchen. Eine Berliner Novelle (ISBN 978-3-86124-910-8)
- Tayama Katai – Futon (蒲団)
- Tokuda Shūsei – Kabi (黴)
- Shimazaki Tōson – Natsu (春),  Ie (家), Shinsei (新生), Bumpai (分配)
- Tanizaki Jun’ichirō – Chijin no ai (痴人の愛)
- Dazai Osamu – Tsugaru (津軽)